# Renzo Renzi
Renzo Renzi (Rubiera, 13 de desembre de 1919 - Bolonya, 17 d'octubre de 2004) va ser un crític de cinema, historiador i assagista italià.

## Biografia
Mentre encara era estudiant a la Facultat de Lletres i Filosofia de la Universitat de Bolonya, el 1939 va començar a escriure sobre cinema en alguns diaris locals, entre ells Architrave. Durant la Segona Guerra Mundial es va allistar a l'exèrcit i després de l'8 de setembre de 1943 va ser capturat pels alemanys; empresonat, al final del conflicte va ser alliberat. El 1946 va tornar a escriure sobre cinema com a crític, col·laborant amb Sipario, Bianco e Nero i  Cinema, on va conèixer Guido Aristarco; juntament amb ell va fundar la revista Cinema Nuovo l'any 1952.
El 1953 Aristarco va publicar un dels seus contes originals, L'armata s'agapò; tots dos van ser denunciats per menyspreu a les forces armades i Renzi va ser empresonat durant un mes a la presó militar de Peschiera del Garda. L'esdeveniment va provocar un gran rebombori a la premsa de l'època.
El 1950, juntament amb Enzo Biagi, Luigi Pizzi i Renato Zambonelli, Renzi va fundar la productora Columbus Film per a la qual va dirigir i escriure, entre 1954 i 1955, quatre curtmetratges documentals que van fer ús de la banda sonora d'Enzo Masetti. El 1952 va ser un dels autors de la història i el guió de la pel·lícula Camicie rosse, dirigida per Goffredo Alessandrini.
Des de 1956, per a l'editorial Cappelli de Bolonya, és el creador i editor de la sèrie de monografies Dal soggetto al film, que recullen els documents preparatoris de l'obra cinematogràfica (del tema al guió) que va aconseguir un gran èxit, tant que també va ser traduït a l'estranger. S'estrenaran 77 volums: el primer dedicat a Giulietta e Romeo de Renato Castellani, l'últim sobre Padre padrone de Paolo i Vittorio Taviani.
Després del tancament de la sèrie l'any 1977, va continuar la seva activitat com a crític i assagista. Publica diversos assaigs sobre Federico Fellini, Carl Theodor Dreyer i Luchino Visconti. Des de 1962 treballa a la Comissió de Cinema del municipi de Bolonya i el 1967 va ser un dels fundadors de la Cineteca di Bologna. El juny de 2003 va ser guardonat amb el Lifetime Achievement Award al DAMS de Bolonya.
Renzi va morir el 2004 als 85 anys. El seu llibre i la seva col·lecció fotogràfica són ara part integrant de la Biblioteca de la Cineteca di Bologna, que porta el seu nom.

## Filmografia
Curtmetratges documentals
- Guida per camminare all'ombra (1954)
- Sette metri d'asfalto (1954)
- Dove Dio cerca casa (1955)
- Quando il Po è dolce (1955)

Altres
- Camicie rosse, de Goffredo Alessandrini (1952) argument.

## Obres
- Bologna. Una città, Cappelli editore (1964)
- Su, compagni, in fitta schiera. Il socialismo in Emilia Romagna dal 1864 al 1915, con Luigi Arbizzoni e Pietro Bonfiglioli, Cappelli editore (1966)
- Catene, tormenti e Charlotte, Cappelli editore (1973)
- Luchino Visconti. Il mio teatro, con Caterina D'Amico De Carvalho, Cappelli editore (1979)
- Bologna la bella, con Oriano Tassinari Clò e Paola Emilia Rubbi, L'Inchiostroblu, Bologna (1987)
- La città di Morandi, 1890-1990. Cent'anni di storia bolognese attraverso la vicenda di un grande pittore, Cappelli editore (1989)
- Visconti segreto, Laterza (1994)
- L'ombra di Fellini: quarant'anni di rapporti con il grande regista e uno stupidario degli anni Ottanta (1994)
- La dolce vita del cinema d'autore 1942-1975 (1999)
- La bella stagione: scontri e incontri negli anni d'oro del cinema italiano (2001)
- Il cinema è stato la mia vita: scritti scelti 1948-1986 (2003)